# Dénes Mihály
Dénes Mihály (Gödöllő, 7 de julho de 1894 — Berlim Ocidental, 29 de agosto de 1953) foi um engenheiro e inventor húngaro.